# Massi (Benin)
Massi ist ein Arrondissement im Departement Zou im westafrikanischen Staat Benin. Es ist eine Verwaltungseinheit, die der Gerichtsbarkeit der Kommune Zogbodomey untersteht.

## Demografie und Verwaltung
Gemäß der Volkszählung 2013 des beninischen Statistikamtes INSAE hatte das Arrondissement 12.382 Einwohner, davon waren 6035 männlich und 6347 weiblich.
Von den 80 Dörfern und Quartieren der Kommune Zogbodomey entfallen zehn auf Massi:
1. Hlagba-Dénou 1
2. Hlagba-Dénou Atcha
3. Hlagba-Zakpo
4. Hlagba-Lonmè
5. Hlagba-Ouassa
6. Zoungoudo
7. Massi
8. Massi Alligoudo
9. Hon
10. Zalimey